# Pan-Amerikaanse kampioenschappen judo 1996
De Pan-Amerikaanse kampioenschappen judo 1996 waren de twintigste editie van de Pan-Amerikaanse kampioenschappen judo en werden gehouden in San Juan, Puerto Rico, van vrijdag 18 oktober tot en met zondag 20 oktober 1996. 

## Resultaten

### Mannen
| Gewichtsklasse | Goud              | Zilver             | Brons                                    |
| -------------- | ----------------- | ------------------ | ---------------------------------------- |
| – 56 kg        | Fulvio Miyata     | Edgardo Caminos    | Cristobal Aburto Suil Barragan           |
| – 60 kg        | Manolo Poulot     | Alexander García   | Bernardo Perez Ricardo Acuña             |
| – 63 kg        | Israel Hernández  | Henrique Guimaraes | Claudio Repetto Orlando Cruz             |
| – 71 kg        | Sebastian Pereira | Yan Omar Sagarra   | Jean-Pierre Cantin Daniel Rodríguez      |
| – 78 kg        | Gabriel Arteaga   | Hermagoras Mangles | Flávio Canto José Figueroa               |
| – 86 kg        | Edelmar Zanol     | Brian Olson        | Yosvane Despaigne José Vicbart Geraldino |
| – 95 kg        | Aurélio Miguel    | Vladimir Sanchez   | Humberto Terrero John Serbin             |
| + 95 kg        | Jorge Fis         | Felipe Vargas      | Orlando Baccino Luis Tejada              |

### Vrouwen
| Gewichtsklasse | Goud              | Zilver             | Brons                                 |
| -------------- | ----------------- | ------------------ | ------------------------------------- |
| – 45 kg        | Consuelo González | Ana Lucia Barbón   | Renata Silva Roselis Guacaran         |
| – 48 kg        | Amarilis Savón    | Hillary Wolf       | Dominique Pilon Fernanda Pires        |
| – 52 kg        | Carolina Mariani  | Legna Verdecia     | Aurora Cardona Virnelis Boraure       |
| – 56 kg        | Driulis González  | Danielle Zangrando | Ellen Wilson Marie-José Morneau       |
| – 61 kg        | Kenia Rodríguez   | Eleucadia Vargas   | Cristiane Parmigiano Xiomara Griffith |
| – 66 kg        | Sibelis Veranes   | Dulce Fina         | Rosiclea Campos Elizabeth Copes       |
| – 72 kg        | Niki Jenkins      | Sandra Bacher      | Francis Gomez Regla Leyén             |
| + 72 kg        | Daima Beltrán     | Carmen Chalá       | Kimberly Ribble Estela Riley          |

## Medaillespiegel
| Plaats | Land                   | Goud | Zilver | Brons | Totaal |
| 1      | Cuba                   | 10   | 3      | 5     | 18     |
| 2      | Brazilië               | 4    | 4      | 3     | 11     |
| 3      | Argentinië             | 1    | 1      | 4     | 6      |
| 4      | Canada                 | 1    | 0      | 4     | 5      |
| 5      | Verenigde Staten       | 0    | 3      | 2     | 5      |
| 6      | Dominicaanse Republiek | 0    | 2      | 5     | 7      |
| 7      | Venezuela              | 0    | 1      | 4     | 5      |
| 8      | Colombia               | 0    | 1      | 1     | 2      |
| 9      | Ecuador                | 0    | 1      | 0     | 1      |
| 10     | Mexico                 | 0    | 0      | 2     | 2      |
| 11     | Panama                 | 0    | 0      | 1     | 1      |
| 11     | Puerto Rico            | 0    | 0      | 1     | 1      |
| Totaal | Totaal                 | 16   | 16     | 32    | 64     |